# Salvatore Baccaro
Salvatore Baccaro (Roccamandolfi, 22 febbraio 1932 – Novara, 18 dicembre 1984) è stato un attore italiano.

## Biografia
Molisano di Roccamandolfi, in provincia di Isernia, si trasferisce da ragazzo a Roma. Esercitando l'attività di fioraio ambulante nei pressi dei teatri di posa De Paolis di via Tiburtina, a Roma, venne notato e poi scritturato, alla fine degli anni sessanta, per il suo particolare aspetto esteriore: fisico tozzo, viso caratterizzato da fronte sporgente, naso schiacciato, mani dalle dita enormi. Era affetto da acromegalia. Tuttavia fu proprio il suo fisico, unito a un'innegabile simpatia e a un carattere buono e gentile, ad aprirgli inaspettatamente le porte del cinema.

Salvatore Baccaro con Pippo Franco ne Il tifoso, l'arbitro e il calciatore (1982)

Divenne in breve tempo un tipico caratterista, molto richiesto dal cinema italiano per ruoli comici o grotteschi: partecipò infatti a oltre 80 film tra la fine degli anni sessanta e i primi anni ottanta, recitando in parecchi lungometraggi della commedia erotica degli anni settanta e del genere western, in molti film di Franco e Ciccio, nella serie di Pierino e anche in alcune pellicole di rilievo, tra cui Profondo rosso di Dario Argento (1975), dove interpreta un fruttivendolo, o in Terror! Il castello delle donne maledette (1973) di Dick Randall, La bestia in calore (1977) di Luigi Batzella e Il tifoso, l'arbitro e il calciatore di Pier Francesco Pingitore (1983). L'ultimo film cui prese parte fu Dagobert di Dino Risi, del 1984.
Da quest'ultima apparizione cinematografica non si ebbero più notizie su di lui per quasi due decenni. Solamente nel 2004 suo fratello Armando, in un'intervista rilasciata a Marco Giusti nel corso della trasmissione televisiva Stracult, ha rivelato la sua malattia deformante, l'acromegalia, e la sua morte, rimasta totalmente oscura alla cronaca e al pubblico, sopraggiunta il 18 dicembre 1984 a Novara, all'età di 52 anni, dopo aver subito un infarto a causa di un intervento non riuscito alla tiroide. Riposa nel cimitero Monumentale di Marino.

## Filmografia

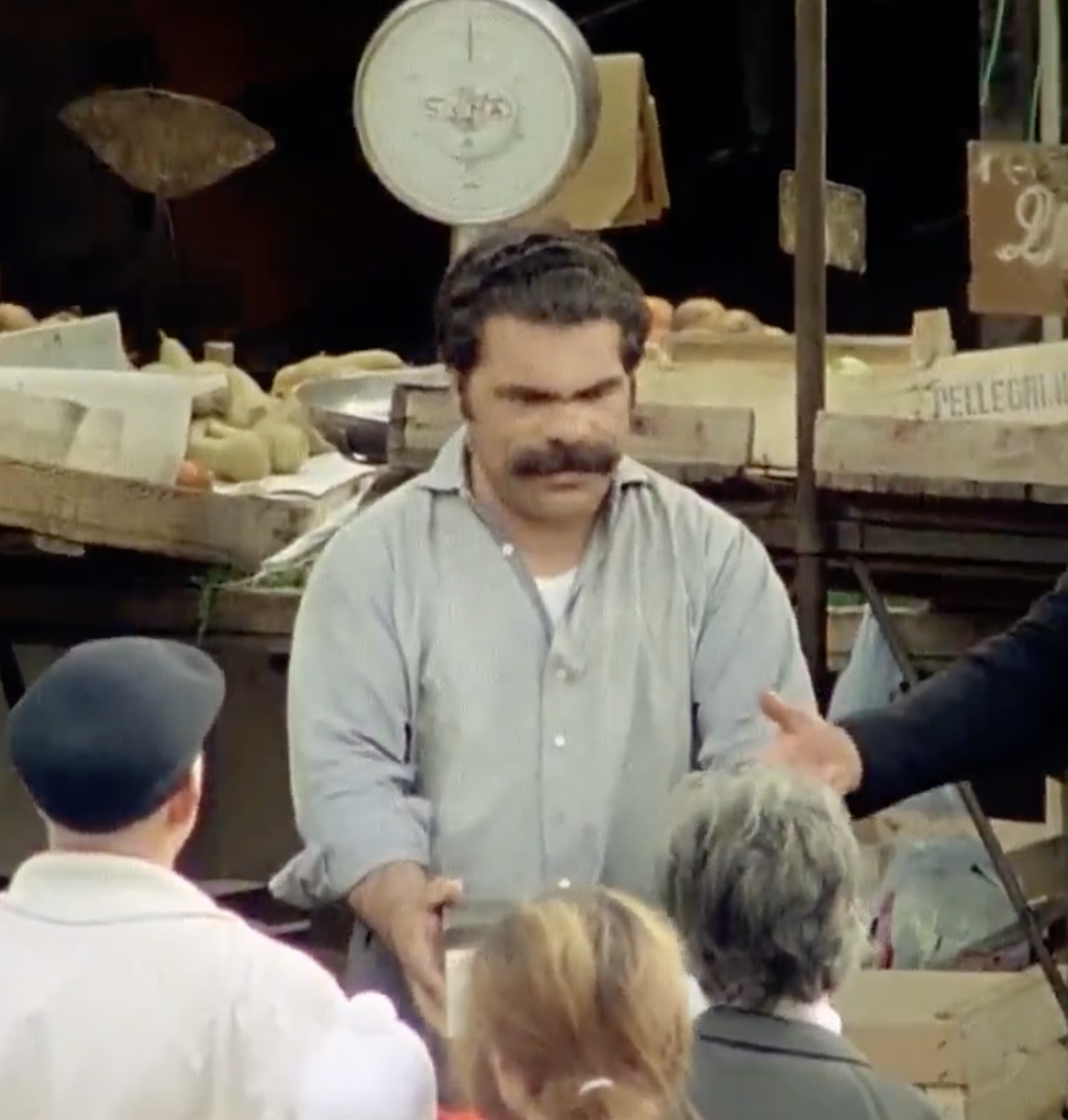
Salvatore Baccaro nel film Profondo rosso (1975)

- Ma chi t'ha dato la patente?, regia di Nando Cicero (1970)
- La moglie più bella, regia di Damiano Damiani (1970)
- Uomo avvisato mezzo ammazzato... parola di Spirito Santo, regia di Giuliano Carnimeo (1971)
- ...e lo chiamarono Spirito Santo, regia di Roberto Mauri (1971)
- Il grande duello, regia di Giancarlo Santi (1972)
- Salomè, regia di Carmelo Bene (1972)
- Le notti peccaminose di Pietro l'Aretino, regia di Manlio Scarpelli (1972)
- Le mille e una notte... e un'altra ancora!, regia di Enrico Bomba (1972)
- ...e poi lo chiamarono il Magnifico, regia di Enzo Barboni (1972)
- Jesse & Lester - Due fratelli in un posto chiamato Trinità, regia di Renzo Genta (1972)
- Decameron nº 2 - Le altre novelle del Boccaccio, regia di Mino Guerrini (1972)
- I due figli dei Trinità, regia di Osvaldo Civirani (1972)
- Spirito Santo e le 5 magnifiche canaglie, regia di Roberto Mauri (1972)
- Il gatto di Brooklyn aspirante detective, regia di Oscar Brazzi (1973)
- Anche gli angeli mangiano fagioli, regia di Enzo Barboni (1973)
- Le favolose notti d'oriente, regia di Mino Guerrini (1973)
- Provaci anche tu, Lionel, regia di Roberto Bianchi Montero (1973)
- Le cinque giornate, regia di Dario Argento (1973)
- La rivolta delle gladiatrici, regia di Joe D'Amato (1973)
- Terror! Il castello delle donne maledette, regia di Dick Randall (1973)
- Li chiamavano i tre moschettieri... invece erano quattro, regia di Silvio Amadio (1973)
- 4 marmittoni alle grandi manovre, regia di Marino Girolami (1973)
- Scusi Eminenza... posso sposarmi?, regia di Salvatore Bugnatelli (1974)
- Farfallon, regia di Riccardo Pazzaglia (1974)
- Anche gli angeli tirano di destro, regia di Enzo Barboni (1974)
- Mondo candido, regia di Gualtiero Jacopetti e Franco Prosperi (1974)
- Profondo rosso, regia di Dario Argento (1975)
- Qui comincia l'avventura, regia di Carlo Di Palma (1975)
- Un urlo dalle tenebre, regia di Franco Lo Cascio (1975)
- L'esorciccio, regia di Ciccio Ingrassia (1975)
- L'educanda, regia di Franco Lo Cascio (1975)
- Salon Kitty, regia di Tinto Brass (1975)
- 40 gradi all'ombra del lenzuolo, episodio La cavallona, regia di Sergio Martino (1975)
- Cassiodoro il più duro del pretorio, regia di Oreste Coltellacci (1975)
- Quant'è bella la Bernarda, tutta nera, tutta calda, regia di Lucio Giachin (1975)
- Spogliamoci così, senza pudor..., episodio L'armadio di Troia, regia di Sergio Martino (1976)
- La vergine, il toro e il capricorno, regia di Luciano Martino (1976)
- Emanuelle in America, regia di Joe D'Amato (1976)
- Casa privata per le SS, regia di Bruno Mattei (1976)
- Remo e Romolo - Storia di due figli di una lupa, regia di Castellacci e Pingitore (1976)
- La bestia in calore, regia di Luigi Batzella (1977)
- Von Buttiglione Sturmtruppenführer, regia di Mino Guerrini (1977)
- Il mostro, regia di Luigi Zampa (1977)
- La soldatessa alle grandi manovre, regia di Nando Cicero (1978)
- Scontri stellari oltre la terza dimensione, regia di Luigi Cozzi (1978)
- Squadra antigangsters, regia di Bruno Corbucci (1978)
- Sabato, domenica e venerdì, episodio Sabato, regia di Castellano e Pipolo (1978)
- La liceale, il diavolo e l'acquasanta, regia di Nando Cicero (1979)
- Il casinista, regia di Pier Francesco Pingitore (1980)
- Il pap'occhio, regia di Renzo Arbore (1980)
- Zucchero, miele e peperoncino, regia di Sergio Martino (1980)
- Uno contro l'altro, praticamente amici, regia di Bruno Corbucci (1980)
- Caligola e Messalina, regia di Joe D'Amato (1981)
- Pierino contro tutti, regia di Marino Girolami (1981)
- Pierino medico della S.A.U.B., regia di Giuliano Carnimeo (1981)
- Il tifoso, l'arbitro e il calciatore, regia di Pier Francesco Pingitore (1982)
- Pierino colpisce ancora, regia di Marino Girolami (1982)
- Ator l'invincibile, regia di Joe D'Amato (1982)
- Sfrattato cerca casa equo canone, regia di Pier Francesco Pingitore (1983)
- Se tutto va bene siamo rovinati, regia di Sergio Martino (1984)
- Tutti dentro, regia di Alberto Sordi (1984)
- Dagobert, regia di Dino Risi (1984)

## Doppiatori
Nelle versioni in italiano delle opere in cui ha recitato, Salvatore Baccaro è stato doppiato da: 
- Francesca Palopoli in L'esorciccio
- Carlo Baccarini in 40 gradi all'ombra del lenzuolo
- Sergio Fiorentini in Sabato, domenica e venerdì
- Elio Zamuto in Squadra antigansters
- Paolo Lombardi in Pierino colpisce ancora